# ادواردو سپولودا
ادواردو سپولودا (انگلیسی: Eduardo Sepúlveda؛ زادهٔ ۱۳ ژوئن ۱۹۹۱) دوچرخه‌سوار اهل آرژانتین است.
از باشگاه‌هایی که در آن بازی کرده‌است می‌توان به تیم دوچرخه‌سواری اف‌دی‌جی، تیم دوچرخه‌سواری فورتونئو–اسکارو، اندرونی جوکاتولی–سیدرمک، تیم موویستار، و تیم لوتو–سودال اشاره کرد.
وی در مسابقات کشوری و بین‌المللی در مجموع برندهٔ ۲ مدال طلا، ۲ مدال نقره، ۲ مدال برنز شده‌است.